# Tomáš Pospíchal
Tomáš Pospíchal (Pudlov, 26 de junho de 1936 - 21 de outubro de 2003) foi um futebolista e treinador checo, que atuava como atacante.

## Carreira
Tomáš Pospíchal fez parte do elenco da Seleção Tchecoslovaca que disputou a Copa do Mundo de 1962.

## Ligações Externas
- Perfil (em inglês)